# Behind Enemy Lines - Dietro le linee nemiche
Behind Enemy Lines - Dietro le linee nemiche (Behind Enemy Lines) è un film del 2001 di John Moore, interpretato da Owen Wilson e Gene Hackman.

## Trama
Durante la guerra in Bosnia ed Erzegovina, i tenenti della Marina Chris Burnett e Jeremy Stackhouse rispettivamente navigatore e pilota di un F/A-18 Super Hornet, vengono inviati in missione di ricognizione sulle montagne della Bosnia. Intercettando un segnale radar, i due militari in volo escono dalla propria rotta e fotografano una zona piena di soldati serbi nemici. L'aereo, però, non passa inosservato e Sasha, il comandante serbo, ne ordina l'abbattimento. Salvi per miracolo, i due piloti si rincontrano in una radura provando a contattare il loro comandante di missione, l'ammiraglio Leslie Reigart. Stackhouse è ferito, e non può scappare con il compagno, per cui sopraggiungono su di lui diverse unità serbe, comandate dal colonnello Miroslav Lokar, che lo giustiziano. Burnett invece comincia a scappare senza sosta, inseguito dai serbi. Durante l'inseguimento Burnett finisce in una fossa comune, per la precisione proprio nella zona che hanno fotografato in precedenza dall'aereo prima di essere abbattuti. 
L'inseguimento si consuma senza sosta, Burnett sopravvive in più di un'occasione agli attentati dei suoi nemici riuscendo anche mettersi in contatto con l'ammiraglio Reigart, che gli comunica un punto strategico per essere recuperato. La NATO cerca però in ogni modo di ostacolare il recupero del navigatore, dandolo ormai per morto come il suo compagno pilota. Burnett sprofonda così nella disperazione più totale, eppure non si dà per vinto.
L'americano, pur esponendosi a moltissimi rischi durante la fuga, riesce a raggiungere il luogo indicato per il salvataggio, grazie anche all'aiuto di un ragazzo serbo, contrario al regime di Lokar. La Nato, tuttavia, decide di abbandonare l'operazione di recupero per via della notizia apparsa alla TV serba del ritrovamento del suo cadavere (notizia falsa organizzata dagli stessi serbi). Nel frattempo Burnett si accorge di essere giunto proprio nella zona dove giace il suo seggiolino, al cui interno sono custodite le foto scattate a bordo dell'aereo, immagini che costituiscono ormai un importante documento bellico. Decide così di recuperarle, per dare un senso alla missione e vendicare il compagno giustiziato. Burnett raggiunge il seggiolino e riattiva quindi il dispositivo di segnalazione della propria posizione, che subito viene notato sulla portaerei dall'ammiraglio Reigart. Burnett, in attesa dell'arrivo dei suoi compagni si accorge, grazie allo scoppio di una mina vicina, di avere ancora Sasha alle calcagna, e decide di sorprenderlo a sua volta. Quando questi esce allo scoperto, Burnett combatte un corpo a corpo con lui, riuscendo ad ucciderlo e a vendicarsi dell'amico. Le forze di Lokar tuttavia tentano di assalirlo, e di far sparire le prove fotografiche delle fosse comuni, ma nello stesso momento spuntano gli elicotteri della squadra di salvataggio dell'ammiraglio Reigart. Burnett, in un ultimo coraggioso sforzo e prima di mettersi in salvo su uno dei mezzi, recupera le foto dal seggiolino caduto, schivando una fitta gragnuola di colpi mortali. Una volta tratto in salvo, decide di rimanere nella Marina in onore del compagno deceduto, poi consegna le foto all'ammiraglio Reigart. Grazie a quelle prove Miroslav Lokar viene arrestato e condannato per genocidio. L'ammiraglio Reigart lascia quel fronte estero perché viene riassegnato a Washington, ma rifiuta il posto e si congeda con onore dalla Marina.

## Produzione
Il film è stato quasi interamente girato in Slovacchia. La scena della diga è stata girata nella periferia di Los Angeles. Alcune scene sul ponte della portaerei sono state filmate a bordo della USS Constellation (CV-64), che "recitava" la parte della portaerei nucleare USS Carl Vinson; la Constellation è una portaerei in disarmo che ha spesso preso parte a film di guerra. I serbi sono interpretati da attori polacchi o russi; nessun attore serbo, infatti, ha voluto prender parte al film a causa del fatto che i serbi vengono dipinti in modo negativo.
Il film ha qualche somiglianza con l'esperienza dell'ex-capitano dell'United States Air Force Scott O'Grady, abbattuto il 2 giugno 1995 in Bosnia. Riuscì a sopravvivere per sei giorni prima di essere salvato da una coppia di elicotteri MH-53 Super Stallion dell'United States Marine Corps. O'Grady ha riferito di aver presentato querela contro i produttori di questo film per diffamazione, oltre al fatto di aver realizzato un film sul suo calvario senza il suo permesso. I personaggi e gli eventi che il film ritrae, tuttavia, sono quasi del tutto fittizi ed immaginari. O'Grady non è mai entrato in zone popolate, non ha mai interagito con i civili, né era braccato dalle forze serbe. Inoltre, O'Grady non ha mai volato con un F/A-18F, ma piuttosto un F-16 Fighting Falcon, che sono i caccia in dotazione all'USAF. Inoltre, il film stesso è vagamente basato sulla guerra in Bosnia ed Erzegovina e altre vicende che hanno avuto luogo durante il conflitto. Gli Accordi di Cincinnati, un'invenzione del film, in realtà si riferiscono ai veri Accordi di Dayton che sono stati firmati dalle fazioni in guerra dopo l'intervento delle forze NATO.

### Cast
Per due scene del film si è usato il fratello del regista come comparsa: la prima volta sull'elicottero della NATO, mentre la seconda compare come un cecchino serbo che cerca di uccidere Burnett nella scena finale del soccorso. Per girare una scena in cui Leslie Regart firma dei documenti prima di accedere alla stanza dove assiste alle riprese infrarosso di Burnett via satellite, è stato necessario sostituire la comparsa di un Marine con l'operatore assistente, dato che la comparsa si innervosiva troppo davanti a Gene Hackman.

### Versione italiana
La direzione del doppiaggio e i dialoghi italiani sono stati curati da Fiamma Izzo per conto della PumaisDue Srl. La sonorizzazione venne affidata, invece, a Cinecittà Studios.

## Sequel
Nel 2006 è stato realizzato un sequel direct-to-video, intitolato Dietro le linee nemiche II - L'asse del male. Nel 2009 è uscito un terzo capitolo, sempre per il mercato home video, Dietro le linee nemiche III - Missione Colombia, cui è seguito nel 2014 Dietro le linee nemiche - Seal Team 8.

## Citazioni
La Rockstar Games si è ispirata al personaggio di Sasha per creare il protagonista di Grand Theft Auto IV, Niko Bellic, sia per l'aspetto che per la storia del personaggio. Nel suddetto videogioco è anche possibile comperare gli abiti di Sasha.

## Curiosità
Gene Hackman è stato protagonista del film del 1988 Bat*21 nel quale ha interpretato l’ufficiale della US Air Force Iceal Hambleton, abbattuto a sua volta sui cieli di Ho Chi Min il 2 aprile del 1972 durante la guerra del Vietnam. Come il capitano O’Grady, anche Hambleton si ritrovò dietro le linee nemiche, dove resistette oltre 11 giorni prima del suo recupero.